# 彭羕
彭羕（170年代—210年代），字永年，益州廣漢人。東漢末蜀漢官員。

## 生平
起初在益州任書佐，但後來其他人向益州牧劉璋誹謗他，於是被劉璋以「髠鉗」（剃去頭髮和鬍鬚，並戴上刑具）處罰，並且貶為奴隸。
此時劉備入蜀，彭羕想投靠劉備，於是去見龐統。龐統當時未見過彭羕，正好有客招待，彭羕直接上龐統的床對龐統說：「等客人走了再和您談。」之後和他共處，先吃飯後一起聊天，就這樣過夜好幾天，受到龐統欣賞，而法正亦很清楚彭羕，於是二人共同向劉備推薦彭羕。
之後被劉備多次命令傳遞軍情和指示給諸將，表現都十分滿意，日漸被賞識。劉備領益州牧後被任命為治中從事。
彭羕見此，藉著地位提升又變得囂張自矜，諸葛亮對他禮待但心中並不喜歡他，多次密告劉備，說彭羕「心大志廣，難可保安」。劉備見諸葛亮這樣說，決定疏遠彭羕，又觀察他行事，於是貶他為江陽太守。
彭羕見將被派往外地，心感不悅，與馬超見面時，馬超問：「您有過人的才華，主公對你厚待，還說您可以和孔明（諸葛亮）、孝直（法正）並駕齊驅，怎麼會讓你在小郡當官，令大家失望呢？」彭羕回應：「這老兵（劉備）這麼荒唐，我還能說甚麼！」、「你在外攻戰，我在國都之內，天下怎不會平定？」馬超常擔心自身是降將的身份，聽後大驚無言，在彭羕走後向劉備告發他說的話，於是彭羕被收監下獄，最後彭羕被殺，死前寫信給諸葛亮，解釋罵劉備老兵確實是有，但「你在外攻戰，我在國都之內，天下怎不會平定？」是說叫馬超好好抵抗曹操，自己要好好輔佐劉備，但依然被斬，享年三十七歲。

## 三國演義情節
字永言。初次在第六十二回登場，正益州之戰之時，彭羕和龐統、法正會面，法正急著將彭羕推薦劉備，彭羕提醒劉備要注意洪水，於是黃忠、魏延把準備決江的冷苞活捉斬了。
於第七十九回，劉備準備對付孟達，彭羕給孟達送信，被馬超巡視軍截獲，馬超於是去試探彭羕，並與其共飲，之後彭羕酒醉說了大逆不道的話，被收監，問話跟正史大致上相同，在諸葛亮建議之下被劉備處死。《三國志》中則沒有提及彭羕和孟達有交情。

## 軼事

### 性格
- 《三國志》載他「身長八尺，容貌甚偉」[10]。
- 《三國志》亦載他「姿性驕傲，多所輕忽」，以往只敬重向許靖推薦自己的秦宓[11]；在往後被諸葛亮不喜以及和馬超對話中失言等事蹟都表現他這種性格，並為他帶來禍害。

### 評價
- 陈寿：“彭羕、廖立以才拔进……览其举措，迹其规矩，招祸取咎，无不自己也。”

## 延伸阅读
[在维基数据编辑]
 在维基文库阅读此作者作品
 《三國志/卷40》，出自陳壽《三國志》